# ماريو عبود (لاعب كرة سلة)
ماريو عبود (1 أغسطس 1981 ببيروت في لبنان - ) هو لاعب كرة سلة لبناني في مركز الوسط. لعب مع نادي الرياضي بيروت.

## وصلات خارجية
- ماريو عبود على موقع ريلجم (الإنجليزية)